# I Came By
I Came By (titulada: Yo estuve aquí en Hispanoamérica y Pasaba por aquí en España) es una película británica de suspenso escrita, coproducida y dirigida por el cineasta británico-iraní Babak Anvari. Estrenada el 19 de agosto de 2022 en  los cines del Reino Unido, y el 31 del mismo mes en la plataforma Netflix a nivel internacional, está protagonizada por George MacKay, Percelle Ascott, Kelly Macdonald y Hugh Bonneville.

## Argumento
Toby Nealey (George MacKay) es un graffitero de 23 años que irrumpe en las casas de personas de clase alta y deja el mensaje "I Came By" en las paredes. Su último objetivo es el juez retirado Héctor Blake (Hugh Bonneville). A pesar de que el magistrado se muestra socialmente progresista en público, Toby cree que es un hipócrita. Cuando entra en su casa, descubre un estudio de cerámica y un hombre secuestrado en el sótano.
Atormentado por lo que halló, Toby le cuenta a su amigo y ex cómplice Jay (Percelle Ascott), quien está concentrado en su vida personal, al estar su novia embarazada. Al no saber como proceder, Toby hace un llamado anónimo a la policía, que tras revisar la casa de Blake, no encuentra nada. 
Lizzie (Kelly Macdonald), la madre viuda de Toby, que está preocupaba por el hecho de que su hijo no tiene un rumbo en su vida, lo echa de la casa después de una fuerte discusión. Esa noche, Toby decide volver a irrumpir en la residencia para así liberar al prisionero, pero es descubierto y asesinado por Blake con un bate de cricket. Luego usa el horno en su estudio para incinerar el cuerpo, y tira las cenizas por el inodoro.
Jay, que es reacio a revelar sus actividades vandálicas con Toby, roba del buzón de Blake una carta y la implanta en el cuarto de su amigo para incitar a la policía a investigar nuevamente al juez. Encuentran la prisión del sótano, pero la hace pasar por una sala de pánico, y es arrestado por obstruir la investigación, pero usa sus conexiones para ser liberado rápidamente.
Lizzie, convencida de que Blake tiene que ver con la desaparición de su hijo, lo comienza a seguir. Una noche lo ve llevar a un hombre a su casa: Omid, un solicitante de asilo iraní gay, ofreciéndose a ayudarlo a obtener la residencia permanente en el Reino Unido. El juez le cuenta la historia de que su padre tomó a un chico indo-persa como amante, lo que llevó al suicidio a su madre; además de que un joven Hector agredió lo agredió y casi asesinó. Mientras contaba la historia, Blake drogó a Omid, quien a pesar de esto pudo escapar de la casa, para ser salvado por Lizzie. Sin embargo, no acudió a la policía debido a su precaria situación residencial. Al día siguiente, Blake rastrea, amenaza, encarcela y asesina a Omid.
Cada vez más desesperada, Lizzie le pide a Jay que la ayude a entrar en la casa de Blake. Jay se niega porque es responsable de su hijo recién nacido y porque considera que al ser negro y tener antecedentes, podría resultar más perjudicado si lo atrapan. Debido a esto, Lizzie entra sola, solo para ser atrapada, asesinada e incinerada. 
Jay se culpa por la muerte de la madre de su mejor amigo, y su relación con su novia Naz (Varada Sethu) se desmorona debido a falta de comunicación entre ambos. Cierto tiempo después, Naz le informa a Jay que Hector Blake asistiría a la celebración del aniversario de una universidad.
Después de que el juez abandona el evento, Jay lo sigue a una finca en el campo. Tras atrapar, golpear y atar a Blake, Jay encuentra un prisionero: el mismo hombre que Toby descubrió en primer lugar, y lo libera. Llama a la policía y huye de la escena habiendo escrito "I Came By" en la pared.

## Elenco
- Hugh Bonneville como Hector Blake
- Percelle Ascott como Jameel "Jay" Agassi
- George MacKay como Toby Nealey
- Kelly Macdonald como Lizzie Nealey
- Varada Sethu como Naserine "Naz" Raheem
- Antonio Aakeel como Faisal
- Marilyn Nnadebe como Oficial Hunter
- Yazdan Qafouri como Omid

## Recepción
La película recibió críticas mixtas tras su estreno. En Rotten Tomatoes, la película cuenta con una calificación del 69% de la crítica, mientras que en Metacritic, tiene una puntuación de 57 sobre 100.
John Nugent de la revista Empire Magazine elogió la actuación de Bonneville, pero criticó el mensaje político de la película, describió la cinematografía como «plana» y al producto final como «desordenado». Noel Murray elogió de manera similar a Bonneville en el periódico The Los Angeles Times y señaló que el cambio de la narrativa a diferentes personajes mantuvo la película «impredecible», pero también comentó que perjudicó el ritmo y la tensión. Brian Tallerico del portal RogerEbert.com comentó que la película fue demasiado ambiciosa y que tenía «el problema opuesto de tantas miniseries en las plataformas de streaming, en el sentido de que tiene una temporada de televisión repleta de ideas en su tiempo de ejecución». Clarisse Loughrey del periódico The Independent criticó de una manera similar la falta de enfoque en los mensajes de la película, afirmando que era «un trabajo bien intencionado que luchaba por encontrar su voz».